# Leiocephalus etheridgei
Leiocephalus etheridgei (моровіська ігуана-крутихвіст) — викопний вид ігуаноподібних ящірок родини Leiocephalidae, який був ендеміком Пуерто-Рико. Вид названий на честь американського герпетолога Річарда Еммета Етеріджа.

## Поширення і екологія
Моровіська ігуана-крутихвіст відома за викопними рештками, знайденими в печері Блекбоун в муніципалітеті Моровіс. Цей вид вимер у пізньому плейстоцені, на відміну від Leiocephalus partidus, іншого викопного виду, відомого з Пуерто-Рико, який, ймовірно, дожив до голоцену.